# هوملند (فصل ۳)
فصل سوم مجموعهٔ تلویزیونی هوملند در ژانر دلهره‌آور روان‌شناختی در ۲۹ سپتامبر ۲۰۱۳ از شبکه شوتایم منتشر شد. این مجموعه در ۱۲ قسمت و برگرفته از مجموعه اسیران جنگی است. هاوارد گوردون، الکس گانسا و جدعون راف خالقان این مجموعه هستند.

## بازیگران و گروه ساخت

### بازیگران اصلی
- کلر دینز در نقش کری متیسون، افسر سازمان سیا در بخش مبارزه با تروریسم،
- دیمین لوئیس در نقش نیکلاس برودی، سرباز سابق ارتش ایلات متحده که توسط تیم نیروی دلتا پس از ۸ سال اسارت توسط القاعده نجات یافته،
- روپرت فرند در نقش پیتر کویین، تحلیلگر سیا و جز گروه مخصوص عملیات‌های سیاه
- مورنا باکارین در نقش همسر نیکلاس برودی،
- جکسون پیس در نقش کریس برودی، پسر نیکلاس برودی،
- مورگان سِـیلِـر در نقش دانا بروید، دختر نیکلاس برودی
- مندی پتینکین در نقش سال برانسون، رئیس بخش خاورمیانه سازمان سیا، رئیس سابق کری و راهنمای وی،
- ساریتا چودری در نقش همسر سول
- تریسی لتس در نقش سناتور آندرو لاکهارت، رییسِ قهارِ کمیسون
- اف. موری آبراهام در نقش دار عدل، متخصص عملیان‌های سیاه

### بازیگران میهمان
- تیم گونی در نقش اسکات رایان، مسئول عملیاتِ سیاهِ سازمان سی‌آی‌ای[۲]
- دیگو کِلَـتِنهاف در نقش مایک فابر، سرباز نیروی هوایی ارتش ایلات متحده، یار سابق نیکلاس برودی
- نازنین بنیادی در نقش فرح، مامورِ ایرانی، جوان و حرفه‌ایی جاسوسی[۳]
- دیوید آرون باکر، در نقش دکتر هارلن، مامورِ روانشناسی که بر روی بازماندگان حادثه سازمان سی‌آی‌ای مداوا انجام می‌دهد[۴]
- شان توب در نقش مجید جوادی، تروریستی که سازمان سیا به دنبال وی است و مقیم ایران معرفی شده[۵]
- مارتین داناوان در نقش بنت، همکارِ کاری در زمینه وکالت در واشتینگتن دی. سی[۵]
- ویلیام عابدی در نقش آلن برنارد، روزنامه‌نگار بین‌المللی[۶]
- جوانا مرلین در نقض مادر برزگ لویس، مادرِ جسیکا برودی.
- ایمی مورتون در نقش ارین کیمبال، وکیلِ استیجاریِ سازمان سی‌آی‌ای برای کری متیسون
- گری ویلیامز در نقش دکتر ریچاردسون، روانشناسِ یاری‌دهنده به دانا برودی برای وقایع اخیر
- سم اندروود در نقش لئو، دوست ِ جدیدِ دانا با گذشته‌ایی مشکل‌دار
- لاورنس کلایتون در نقش جیم پنینگتون، مشاور امنیت ملی رئیس‌جمهور
- پدرو پاسکال در نقش رهبر اکثریت در کنگره، دیوید پورتیو. عضو کمیته منتخب جاسوسی و اطلاعات

## منظر
فصلِ سوم پس از ماجرایِ ترور جانکاهِ حمله بزرگ به سازمانِ سی‌آی‌ای و با عملیات شکارِ بزرگ برای یافتن بزرگترین تروریست دنیا، نیکلاس برودی آغاز می‌شود. دولت تحقیقاتش را آغاز و مسئول پاسخگویی به کمیته منتخب سنا می‌گردد.

## فهرست قسمت‌ها
| قسمت. | #  | عنوان                           | کارگردان         | نویسنده                   | تاریخ نمایس     | کد تولید  | بیننده آمریکایی (میلیون) |
| ----- | -- | ------------------------------- | ---------------- | ------------------------- | --------------- | --------- | ------------------------ |
| ۲۵    | ۱  | «مرد لاغر مرد»                  | لزلی لینکا گلتر  | الکس گانسا، بابارا هال    | ۲۹ سپتامبر ۲۰۱۳ | ۳WAH01    | ن/م                      |
| ۲۶    | ۲  | «آه... اوه... اِه...»            | لزلی لینکا گلاتر | اعلان‌نشده                 | ۶ اکتبر ۲۰۱۳    | اعلان‌نشده | ن/م                      |
| ۲۷    | ۳  | «برجِ دیوید»                     | کلارک جانسون     | هنری برومل ، ویلیام برومل | ۱۳ اکتبر ۲۰۱۳   | اعلان‌نشده | ن/م                      |
| ۲۸    | ۴  | «آغازِ بازی»                     | اعلان‌نشده        | اعلان‌نشده                 | ۲۰ اکتبر ۲۰۱۳   | اعلان‌نشده | ن/م                      |
| ۲۹    | ۵  | «بازیِ یوگا»                     | اعلان‌نشده        | اعلان‌نشده                 | ۲۷ اکتبر ۲۰۱۳   | اعلان‌نشده | ن/م                      |
| ۳۰    | ۶  | «همچنان مثبت»                   | لزلی لینکا گلاتر | اعلان‌نشده                 | ۳ نوامبر ۲۰۱۳   | اعلان‌نشده | ن/م                      |
| ۳۱    | ۷  | «Gerontion (شعر از تی‌اس الیوت)» | اعلان‌نشده        | اعلان‌نشده                 | ۱۰ نوامبر ۲۰۱۳  | اعلان‌نشده | ن/م                      |
| ۳۲    | ۸  | «چرخ دستی قرمز»                 | اعلان‌نشده        | اعلان‌نشده                 | ۱۷ نوامبر ۲۰۱۳  | اعلان‌نشده | ن/م                      |
| ۳۳    | ۹  | «اسب و واگن»                    | اعلان‌نشده        | اعلان‌نشده                 | ۲۴ نوامبر ۲۰۱۳  | اعلان‌نشده | ن/م                      |
| ۳۴    | ۱۰ | اعلان‌نشده                       | اعلان‌نشده        | اعلان‌نشده                 | ۱ دسامبر ۲۰۱۳   | اعلان‌نشده | ن/م                      |
| ۳۵    | ۱۱ | اعلان‌نشده                       | اعلان‌نشده        | اعلان‌نشده                 | ۸ دسامبر ۲۰۱۳   | اعلان‌نشده | ن/م                      |
| ۳۶    | ۱۲ | اعلان‌نشده                       | اعلان‌نشده        | اعلان‌نشده                 | ۱۵ دسامبر ۲۰۱۳  | اعلان‌نشده | ن/م                      |